# 王源美
王源美（英語：Guan Bee Ong，1921年9月29日—2004年1月10日），前香港大學醫學院教授。

## 生平
王源美生於婆羅乃古晉。1940年代入讀香港大學醫學院。1941年值中國抗日戰爭，香港大學遷往中國大陸繼續教學。王源美步行三個月至重慶繼續學業。抗日戰爭結束後返回香港繼續學業。1947年獲內外全科醫學士學位。